# Lasioglossum prasinum
Lasioglossum prasinum är en biart som först beskrevs av Smith 1848.  Lasioglossum prasinum ingår i släktet smalbin, och familjen vägbin. Inga underarter finns listade i Catalogue of Life.